# Longmanspitssnuitdolfijn
De Longmanspitssnuitdolfijn (Indopacetus pacificus) is een walvisachtige uit de familie der spitssnuitdolfijnen (Ziphiidae). De Longmanspitssnuitdolfijn is de enige soort uit het geslacht Indopacetus. Voorheen werd hij ingedeeld bij het geslacht Mesoplodon. Lange tijd werd de soort beschouwd als de minst bekende walvisachtige, enkel bekend van twee schedels die waren gevonden op de kusten van Australië en Somalië. Er zijn nu zeven exemplaren bekend, dankzij recente strandingen en onderzoek naar eerder aangespoelde walvissen die aan andere soorten werden toegeschreven zijn. Dankzij deze vondsten is er meer te weten gekomen over het uiterlijk van de soort, de verspreiding en de verwantschappen met andere soorten. Hieruit is onder andere voortgekomen dat de mysterieuze tropische butskoppen die meerder malen zijn waargenomen en gefotografeerd in de Stille en Indische Oceaan tot deze soort behoren.

## Uiterlijke kenmerken
Gebaseerd op de zeven bekende specimens van het dier, twee complete vrouwtjes, waarvan één met foetus, twee jonge mannetjes en drie schedels, en waarnemingen van de "tropische butskop" op volle zee, kunnen er enkele kenmerken van de Longmanspitssnuitdolfijn worden genoemd. De Longmanspitssnuitdolfijn is een grote spitssnuitdolfijn. Hij heeft een ronde meloen, een grote, sikkelvormige rugvin met een brede basis, die laag op de rug is gezet. In de onderkaak zitten enkel bij het volwassen mannetje twee naar voren gebogen tanden. 
Hij is lichtbruin tot grijsbruin van kleur. Vrouwtjes zijn lichter gekleurd dan mannetjes. Op het lichaam bevinden zich vaak littekens van andere Longmanspitssnuitdolfijnen of van cookiecutterhaaien en andere haaiensoorten. Jonge Longmanspitssnuitdolfijnen hebben een specifiek kleurenpatroon. De rug van jonge dieren is achter het spuitgat zwart en gaat over de flanken over in donkergrijs en daarna op de buik naar wit. De flanken en de meloen zijn lichter van kleur. De donkere vlek op de rug loopt over de voorflank door naar de achterzijde van het oog en dan door naar de voorzijde van de borstvin. Achter het oog zit een witte vlek. Ook de punt van de bek is zwart. Dit kleurenpatroon werd tevens waargenomen bij jonge tropische butskoppen in het wild, en hierdoor konden de twee aan elkaar gekoppeld worden. Jonge Longmanspitssnuitdolfijnen zijn even groot als, maar slanker dan jonge zuidelijke butskoppen.
De gevonden exemplaren waren tussen de 6 en 6,5 meter lang, maar er zijn tropische butskoppen waargenomen die langer dan zeven meter waren.

## Leefwijze en leefgebied
De soort komt waarschijnlijk voor in de tropische en subtropische wateren van de Indische en de Stille Oceaan, waar de tropische butskop is waargenomen. Strandingen zijn bekend uit Japan, Queensland, de Maldiven, Somalië, Kenia en de Indische Oceaankust van Zuid-Afrika. 
De tropische butskop is soms waargenomen in gemengde groepen met onder andere tuimelaars, grienden en bultruggen. Tijdens een duik blijven ze 18 tot 25 minuten onder water.